# Athelopsis lunata
Athelopsis lunata är en svampart som först beskrevs av Romell ex Bourdot & Galzin, och fick sitt nu gällande namn av Erast Parmasto 1968. Athelopsis lunata ingår i släktet Athelopsis och familjen Atheliaceae.  Arten är reproducerande i Sverige. Inga underarter finns listade i Catalogue of Life.